# Branko Horvat
Branko Horvat (* 24. Juli 1928 in Petrinja; † 18. Dezember 2003) war ein jugoslawischer bzw. kroatischer Ökonom und Politiker.

## Leben
Branko Horvat war der Sohn des Chirurgen Artur Horvat (1895–1980). Er studierte Wirtschaftswissenschaften an der Universität Zagreb, wo er 1955 promovierte. 1963 gründete er das Institut für Wirtschaftswissenschaften in Belgrad, das er bis 1970 leitete. Ab 1975 war er Professor für Wirtschaftswissenschaften an der Universität Zagreb.
Ab 1989 war Branko Horvat Vorsitzender der UJDI (Vereinigung für eine jugoslawische demokratische Initiative), 1992 gründete er die Socijalnodemokratska unija (Sozialdemokratische Union), deren Vorsitzender er wurde.

## Werke
- Drei Definitionen des Sozialprodukts, in: Konjunkturpolitik. Zeitschrift für angewandte Konjunkturforschung, Jg. 6.1960, S. 27–40.
- Analysis of the economic situation and proposal for a program of action, in: Praxis (International Edition), Jg. 1971, S. 533–562
- Die jugoslawische Gesellschaft. Ein Essay, 1972 (Originalausgabe: Ogled o Jugoslavenskom društvu, 1969)
- Die Arbeiter-Selbstverwaltung. Das jugoslawische Wirtschaftsmodell, 1974 (Originalausgabe: Ekonomska teorija planske privrede (Ökonomische Theorie und Planwirtschaft))
- Kosovsko pitanje (Die Kosovo-Frage), 1988 (ISBN 86-343-0447-7)
- The theory of international trade. An alternative approach, 1999 (ISBN 0-333-73409-2)
- The results of backward transition in the Republic of Croatia, in: At the crossroads. Disaster or Normalization? The Yugoslav successor states in the 1990s, hrsg. v. Valeria Heuberger, 1999 (ISBN 3-631-33091-X), S. 55–61

Branko Horvat war Herausgeber der Zeitschrift Economic Analysis and Worker's Management, die von 1967 bis 1993 erschien.